# Matt Olson
Matthew Kent Olson (né le 29 mars 1994 à Atlanta, Géorgie, États-Unis) est un joueur de premier but des Braves d'Atlanta de la Ligue majeure de baseball.

## Carrière

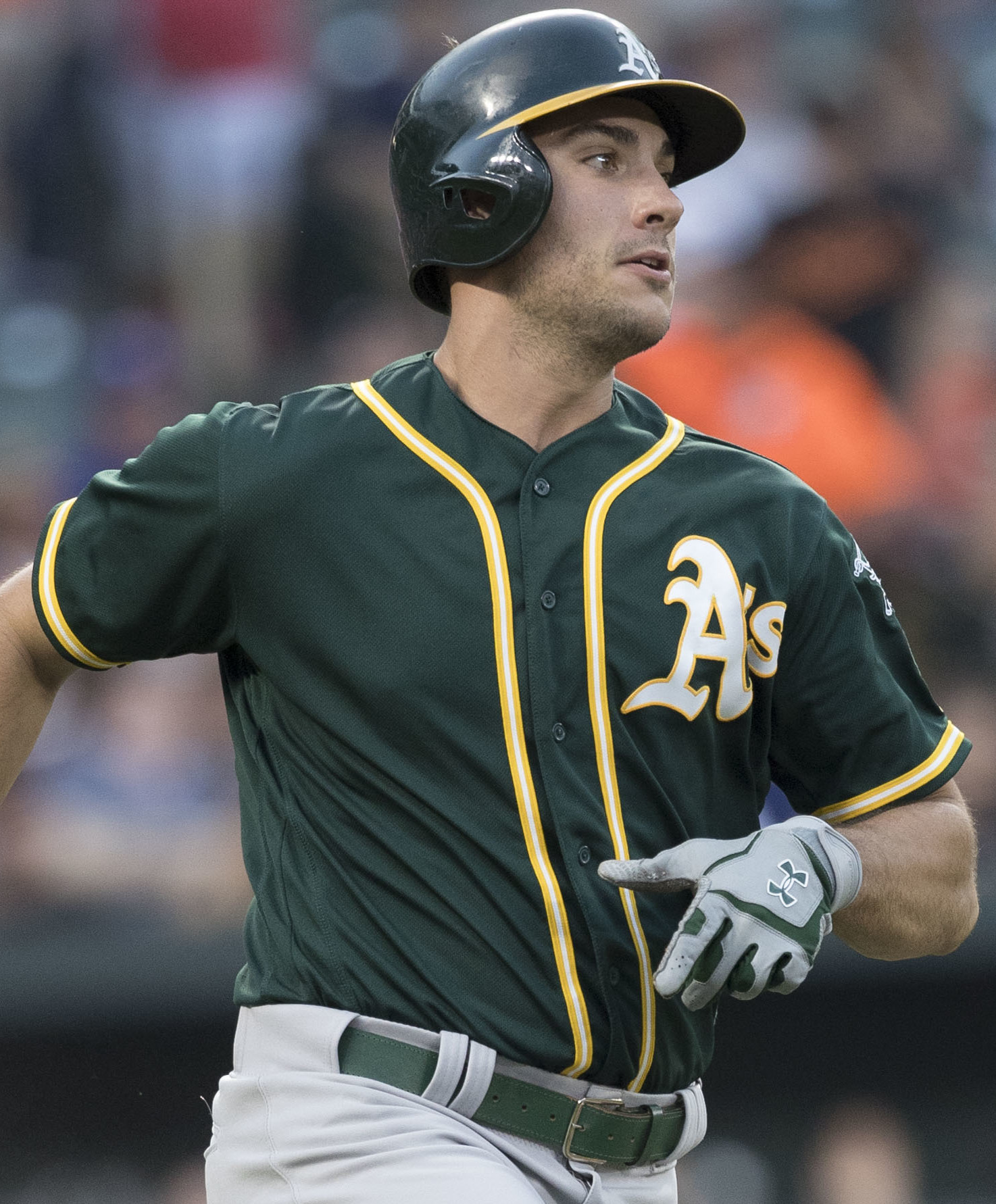
Matt Olson sous les couleurs des Athletics d'Oakland.

Joueur à l'école secondaire Parkview High School de la ville de Lilburn en Géorgie, Matt Olson est le 42e athlète réclamé au total lors du repêchage 2012 des joueurs amateurs et est choisi au premier tour de sélection par les Athletics d'Oakland.
Il fait ses débuts dans le baseball majeur avec Oakland le 12 septembre 2016. Après 11 matchs joués pour Oakland en fin de saison 2016 et une poignée de matchs la saison suivante, il fait sa place en août 2017 avec les Athletics. En seulement 59 matchs de l'équipe en 2017, il cogne 24 coups de circuit et récolte 45 points produits. Depuis 1913, seul José Abreu, avec 25 pour les White Sox de Chicago de 2014, a frappé plus de circuits que les 24 d'Olson à ses 68 premiers matchs dans les majeures. Les 22 premiers circuits d'Olson à ses 65 premiers matchs dans les majeures représentent le plus haut total par un joueur recrue d'Oakland sur la même période depuis Mark McGwire en 1986-1987.
En 2018 et 2019, il remporte un gant doré.
En 2021, il est sélectionné au match des étoiles. 